# La mujer en el islam

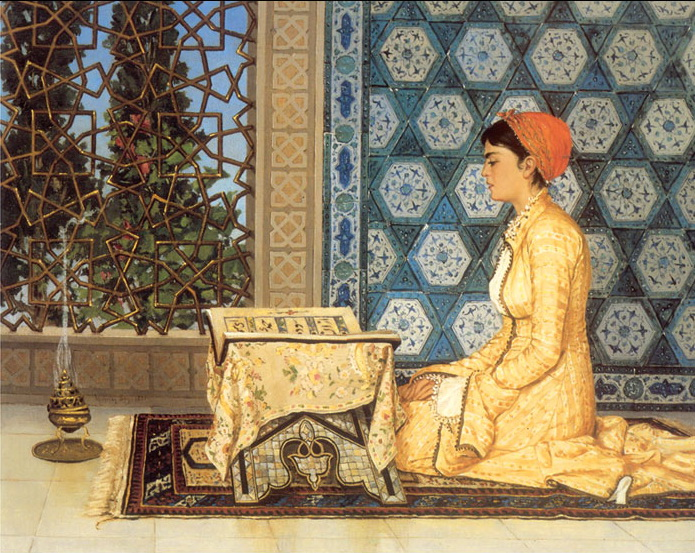
Mujer recitando el Corán (Kuran Okuyan Kız), pintura de 1880 del erudito otomano Osman Hamdi Bey, en cuyas obras a menudo se muestran mujeres participando en actividades educativas.

Las complejas relaciones de la mujer en el Islam se encuentran definidas por los textos islámicos y por la historia y cultura del mundo islámico. Si bien el Corán establece que los hombres y las mujeres son iguales, en 4:34 también dice que "Los hombres son los protectores y proveedores de las mujeres, porque Alá ha hecho que uno de ellos supere al otro, y porque gastan de sus bienes. Por lo tanto las mujeres correctas son devotamente obedientes y recogidas en ausencia de su esposo que es lo que Alá les exige." Aunque el Corán se expresa en estos términos, la superioridad de los hombres se la interpreta en términos de la fortaleza del contexto– los hombres mantienen a las mujeres. Este versículo se refiere a las relaciones entre el marido y su esposa, y no en el contexto general de la sociedad.
La jurisprudencia islámica (Sharia) habla de complementación, las diferencias se dan entre los roles de las mujeres y los hombres, derechos, y obligaciones. Sin embargo ni el Corán ni el Hadith mencionan que las mujeres deban ser amas de casa. En la mayoría de los países musulmanes las mujeres poseen un diverso conjunto de derechos en cuanto al casamiento, divorcio, derechos civiles, estatus legal, códigos de vestimenta y educación, basados en distintas interpretaciones. Los estudiosos y otros analistas disienten en cuanto si es correcta la interpretación de estos imperativos religiosos y si son o no justos.

El papel de la mujer en el islam Medieval ha ido variando a lo largo de la historia. Primeramente nos encontramos con la mujer en la arabia preislámica, en segundo lugar "la mujer en época del profeta", en tercer lugar "La mujer en el Corán", en cuarto lugar "Bajo el califato Rashidum", en quinto lugar se hablará de la  "mujer en la época omeya" y por último "la mujer en época abbasida". 

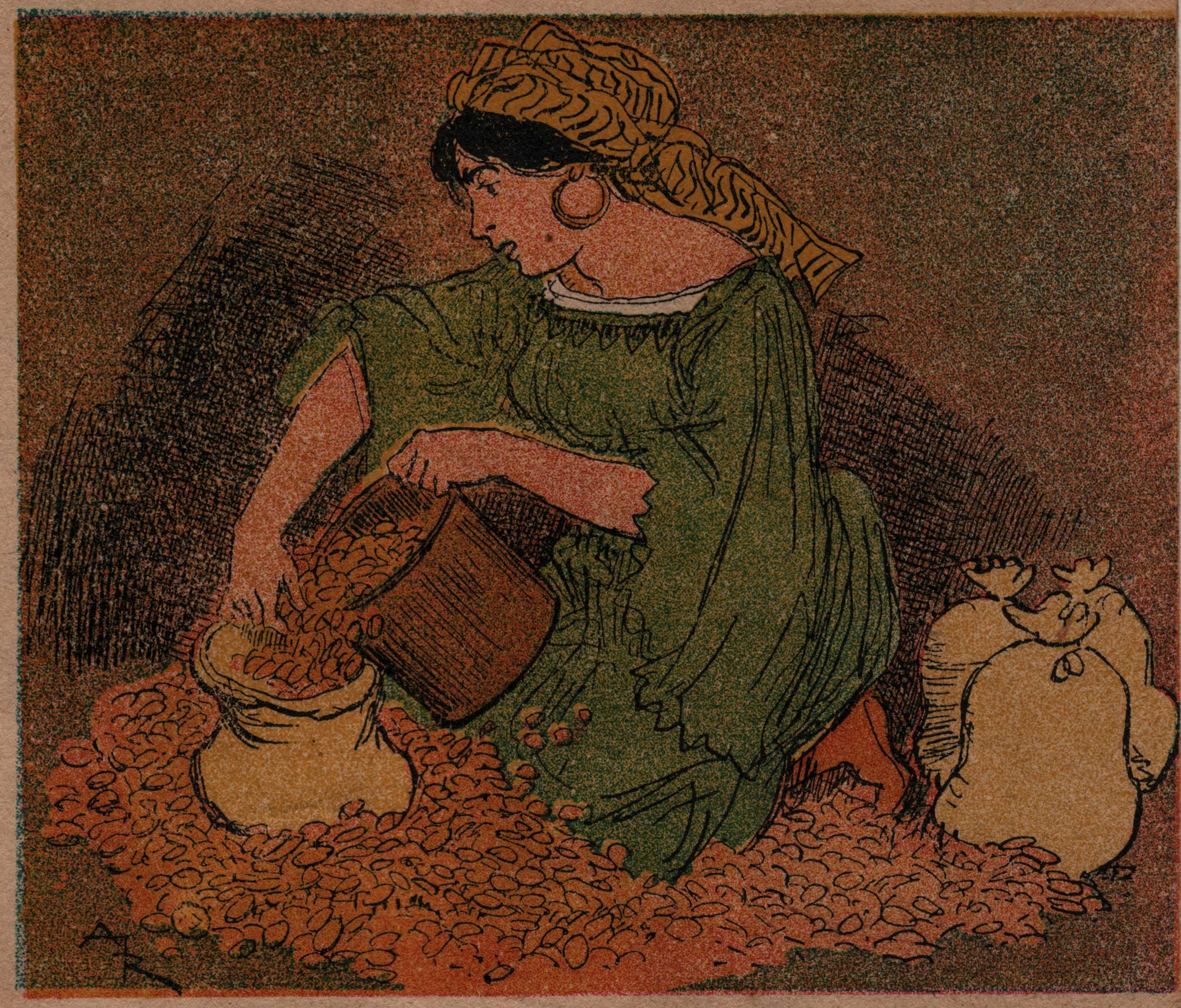
Mujer recogiendo semillas para su cultivo.

El Corán presenta dos visiones en cuanto al rol de la mujer. Ambas enfatizan la igualdad de las mujeres y los hombres ante Dios en cuanto a sus deberes religiosos (incluido creer en Dios y en su mensajero, rezar, ayunar, pagar zakat (caridad), realizar el hajj (peregrinaje a La Meca/ Medina)) y coloca a las mujeres "bajo" el cuidado de los hombres (o sea los hombres son responsables desde un punto de vista financiero de sus esposas). En cierto párrafo indica: "Los hombres son los proveedores y protectores de las mujeres, porque Alá ha hecho que uno de ellos supere al otro, y porque gastan de su propiedad (para mantener a las mujeres)." El Corán explica que los hombres y las mujeres son iguales en la creación y en la vida eterna posterior, pero no idénticos. La sura an-Nisa' 4:1 indica que los hombres y las mujeres han sido creados de una sola alma (nafs wahidah). Una persona no se antepone a otra, una persona no es superior a otra, y una persona no es la derivada del otro. Una mujer no ha sido creada para servir los propósitos de un hombre. Sino que ambos han sido creados para beneficio mutuo de cada uno. (Cita del Corán: 30:21)

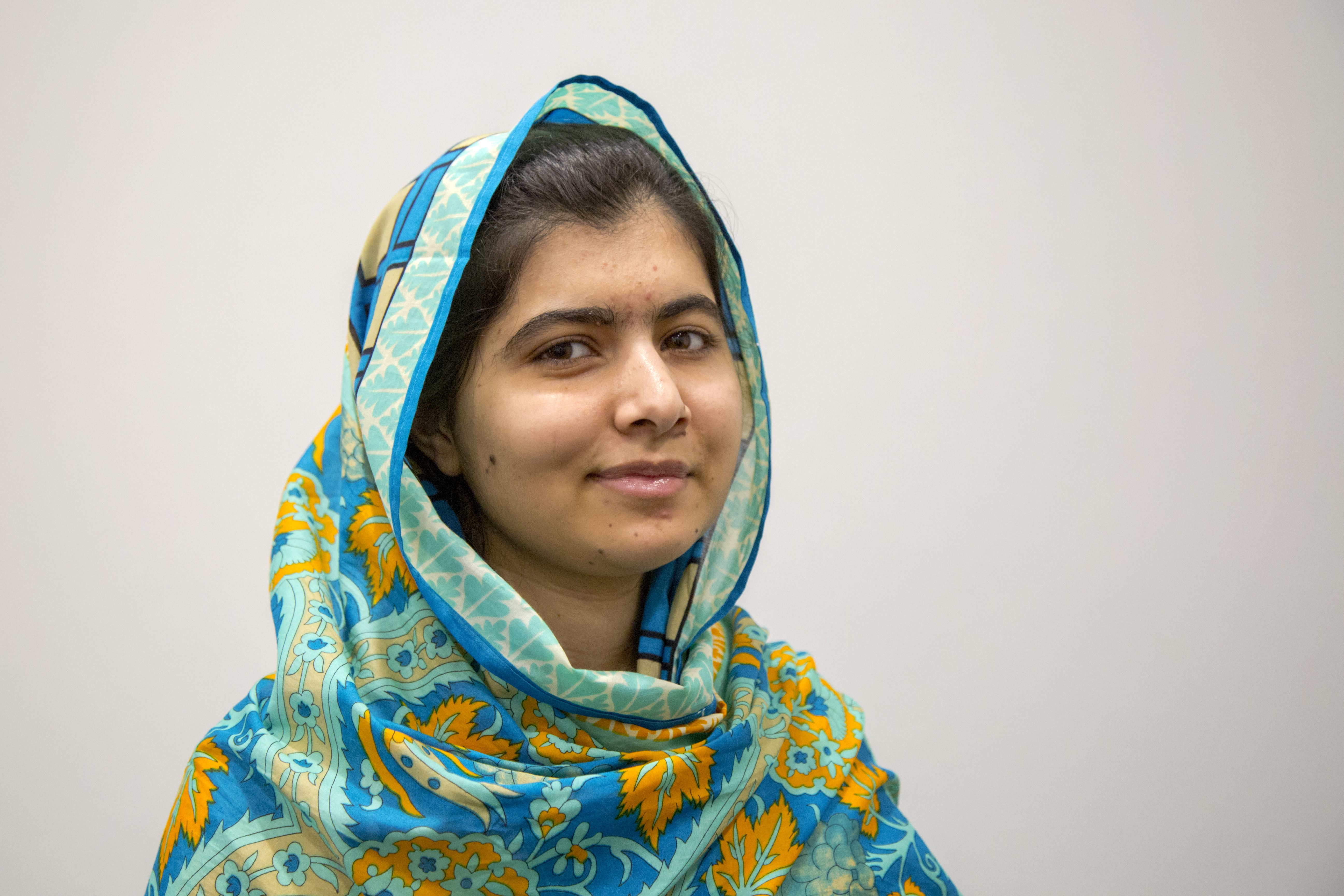
Malala Yousafzai, 2015

## Matrimonio y sexualidad

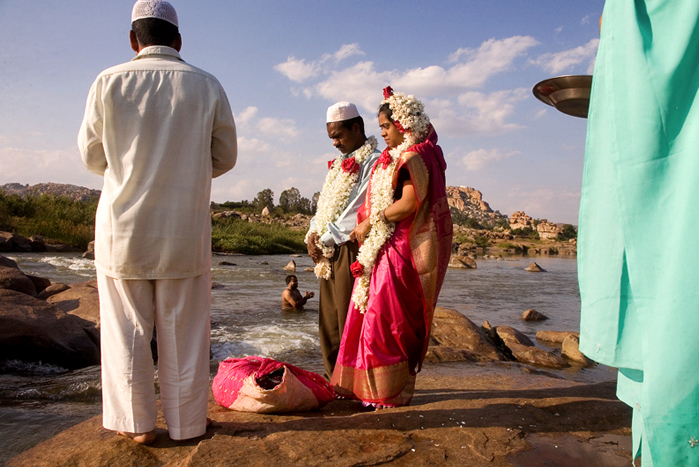
Casamiento musulmán a la vera de un río en la India.

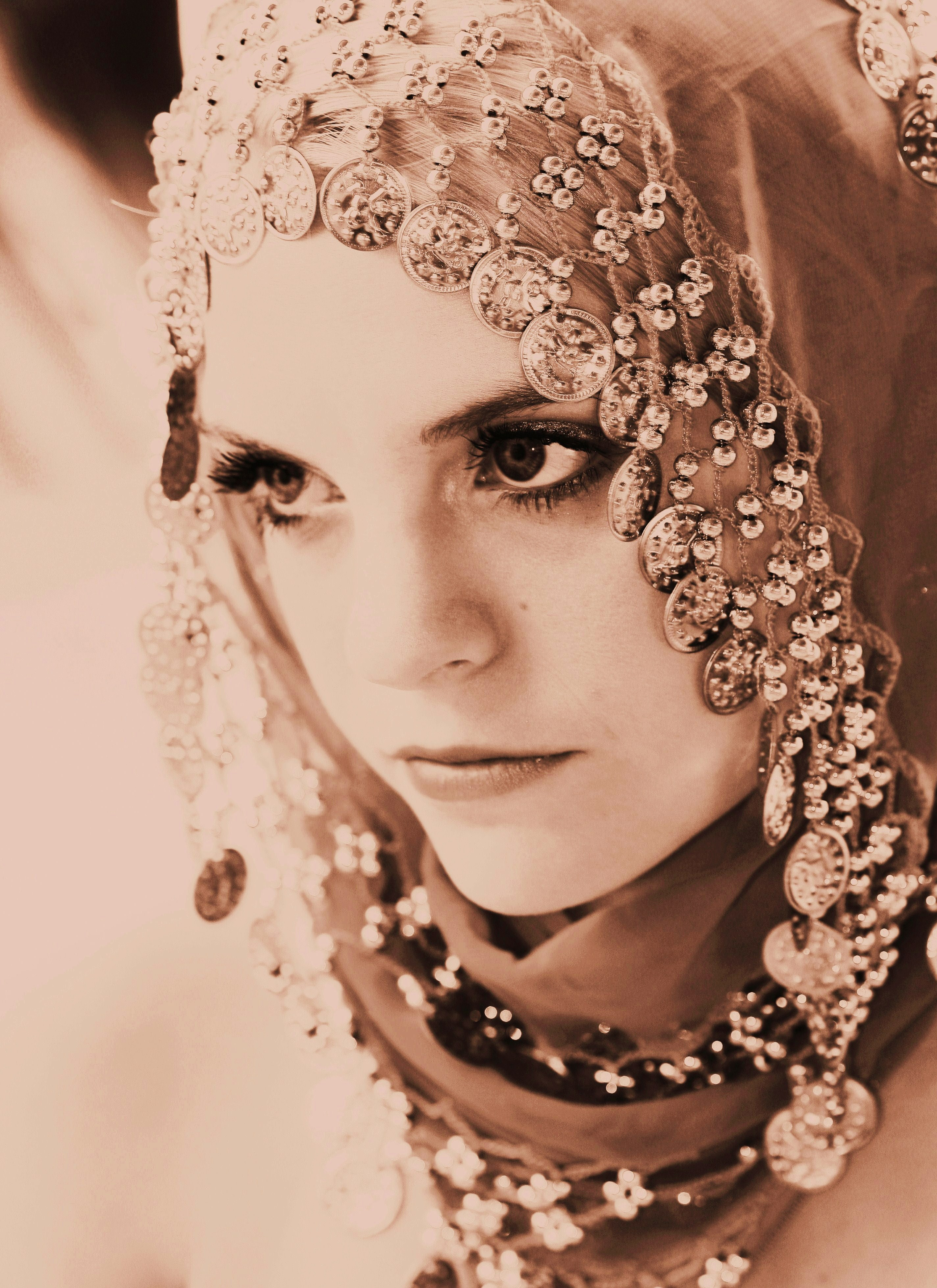
Joven con su cabeza cubierta.

Se ha podido observar a lo largo de la historia del islam que los casos de repudio se daban muy a menudo en los matrimonios, dada la facilidad con la que un hombre podía divorciarse de su esposa, y es que la tradición islámica ni siquiera obligaba a realizar este trámite (principalmente a petición del marido) mediante un tribunal. A pesar de la abundancia de divorcios registrada en los inicios del islam, según un hadiz, el profeta Mahoma repudiaba esta práctica, si bien no la prohibía expresamente. A diferencia del mundo occidental en el cual el divorcio era relativamente inusual hasta tiempos modernos, y contrastando con las bajas tasas de divorcio en el Medio Oriente moderno, el divorcio era relativamente común en ciertos estados de finales del mundo musulmán medieval. En el sultanato Mameluco y en el Imperio Otomano, la tasa de divorcio era más elevada que la actual en el Medio Oriente. El Corán explícitamente trata sobre el zawaj al-hall, o matrimonio con problemas, en el cual un hombre desea contraer matrimonio con una antigua esposa por segunda vez; (2:230) al respecto establece que para que un segundo matrimonio sea legal para el antiguo esposo, la exesposa debe haber estado casada durante el lapso intermedio con un segundo hombre desde la renuncia al matrimonio previo. La intención de este párrafo del Corán era terminar con los abusos del derecho a renunciar al matrimonio que se remontaba a costumbres antiguas.
En el Egipto medieval, Al-Sakhawi dejó registros de las historias maritales de 500 mujeres, en la que es la mayor muestra de mujeres casadas de la Edad Media, entre sus conclusiones cita que un tercio de todas las mujeres en el Sultanato Mameluco de Egipto y Siria se casaban más de una vez, muchas se casaban tres o más veces. Según Al-Sakhawi, casi tres de cada diez matrimonios durante el siglo XV en el Cairo terminaban en divorcio. A comienzos del siglo XX, en algunas villas en el oeste de Java y la península Malaya la tasa de divorcio era de casi el 70%.

### ¿Quiénes pueden contraer matrimonio?

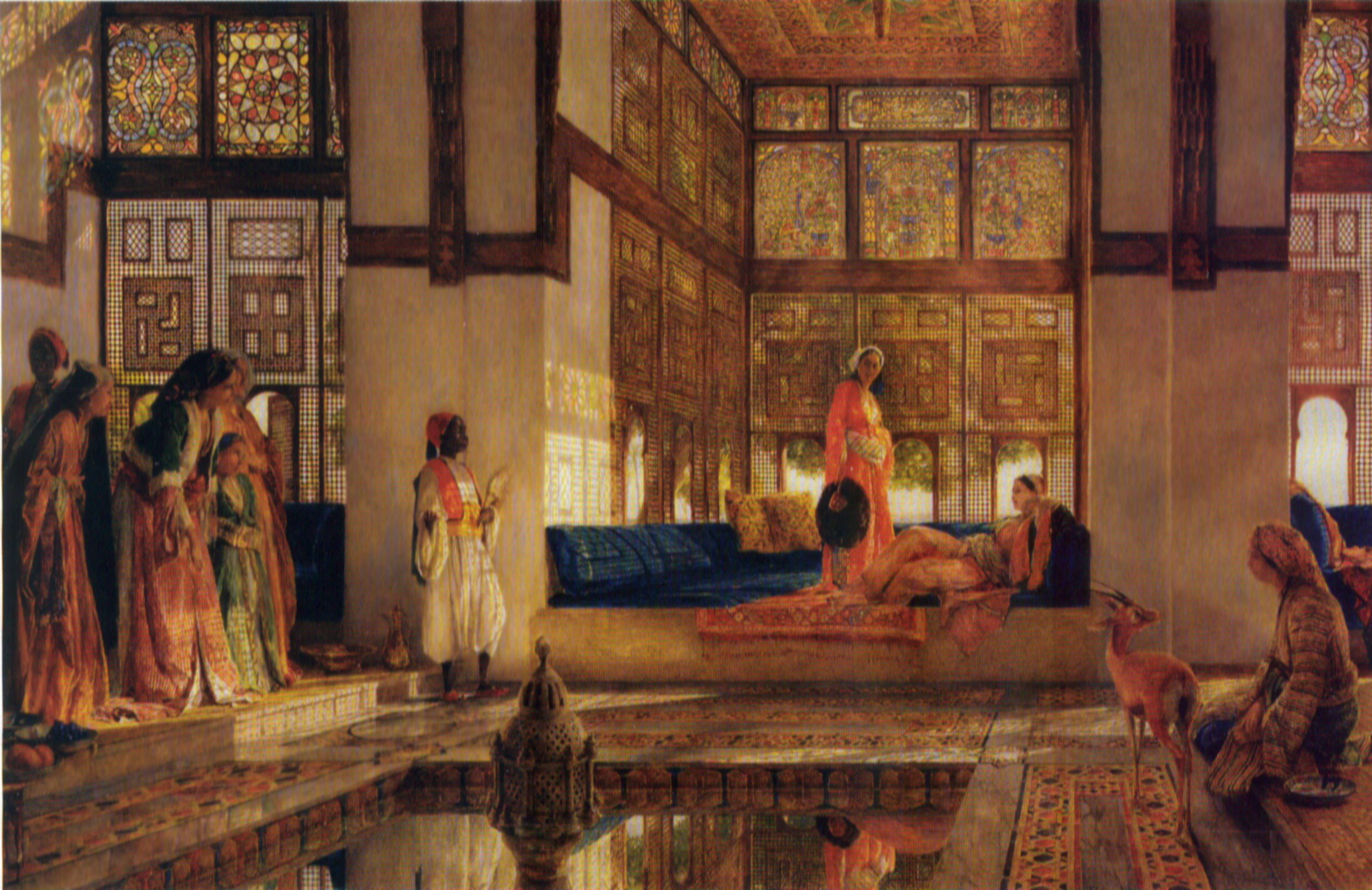
Ilustración de un recinto exclusivo de mujeres en un Serrallo.

Las costumbres en cuanto al matrimonio varían entre los diversos países musulmanes. Las costumbres culturales a veces son implementadas bajo el contexto del Islam. Sin embargo la jurisprudencia islámica permite una poligamia limitada bajo determinadas circunstancias.
Según el derecho islámico (sharia), el matrimonio no puede ser forzado. Sin embargo es de notar que el contrato matrimonial es acordado entre el wali, o guardián, de la novia y el novio, no entre el novio y la novia. Solo un musulmán libre puede ser el wali de la novia. El wali de la novia por lo general es un pariente hombre de la novia, preferiblemente su padre. La mayoría de los estudiosos del Islam sostiene que si la novia es virgen, el wali mujbir, que es su padre o abuelo paterno, no pueden obligar a la novia a contraer matrimonio en contra de su deseo expreso.[cita requerida]
Tradicionalmente los juristas islámicos han sostenido que las mujeres solo pueden contraer matrimonio con hombres musulmanes, La evidencia en este sentido es el versículo 60:10 que trata sobre mujeres musulmanas que no son devotas a causa de hombres no creyentes (no-musulmanes), y el versículo 2:221 que trata sobre mujeres musulmanas que no son devotas a causa de hombres politeístas. Otra evidencia es una mujer de la época del profeta Ramla bint Abi Sufyan cuyo esposo se convirtió al cristianismo, lo que hizo que el matrimonio quedara anulado. Por otra parte, el Corán le permite a los hombres musulmanes contraer matrimonio con mujeres del Pueblo del Libro, que incluye a las judías y cristianas, pero deben ser castas. Sin embargo la ley fiqh ha determinado que es makruh (reprochable, aunque no se encuentra prohibido) que un hombre musulmán contraiga matrimonio con una mujer que no es musulmana en un país que no es musulmán. El estudioso Bilal Philips ha expresado que el versículo que permite que los hombres musulmanes contraigan matrimonio con mujeres que no son musulmanas no es ya válido en el mundo actual a causa de varias razones entre las que se encuentra su interpretación errónea. Una explicación de las restricciones sobre el matrimonio es que las mismas se ajustan al principio que los musulmanes no se deben colocar en una posición inferior que la posición ostentada por los seguidores de otras religiones.
El califa Omar, a quien los musulmanes consideran uno de los 'hombres sabios', abiertamente prohibió el matrimonio con mujeres de otras religiones diciendo "¿Si todos fueran a utilizar esta dispensa quien se casaría con las jóvenes musulmanas?"
El jeque Ahmad Kutty, un estudioso y erudito de Toronto, ha expresado su rechazo al matrimonio entre personas de distinta fe, citando al califa Umar.
El matrimonio en los países predominantemente musulmanes todavía conserva ciertas prácticas de tiempos preislámicos. La endogamia, búsqueda de pareja en el núcleo de la comunidad vecina y poligamia son comunes en algunos países islámicos. Sin embargo existen países en los cuales la poligamia es ilegal o se encuentra restringida por los nuevos códigos familiares, por ejemplo el Moudawwana en Marruecos. La poligamia es permitida bajo condiciones determinadas, pero no es muy popular. Sin embargo, el Corán pone énfasis en no promoverla, expresando que, 'se les debe hacer justicia a todas, pero no serás capaz de hacerlo, por lo tanto no te dediques por completo a una mientras ignoras a la otra esposa (esposas)'. Esto también debe ser entendido desde el punto de vista del contexto histórico, ya que era en realidad una restricción en cuanto a la cantidad de esposas los hombres de las tribus árabes pueden tener. A veces los hombres preislámicos podían llegar a tener hasta ocho esposas. A las mujeres no se les permite la poliandria, mientras que a los hombres se les permite tener varias esposas.
Un matrimonio de placer, en el cual un hombre paga una suma de dinero a la mujer o su familia a cambio de una relación de esposos transitoria, es una práctica antigua que ha sido revivida en Irán en tiempos recientes. Los que la practican citan la jurisprudencia sharia, que indica que es una práctica permitida. Los grupos de derechos de la mujer han condenado esta práctica por considerarla una forma de prostitución legalizada.

### Comportamiento en el matrimonio

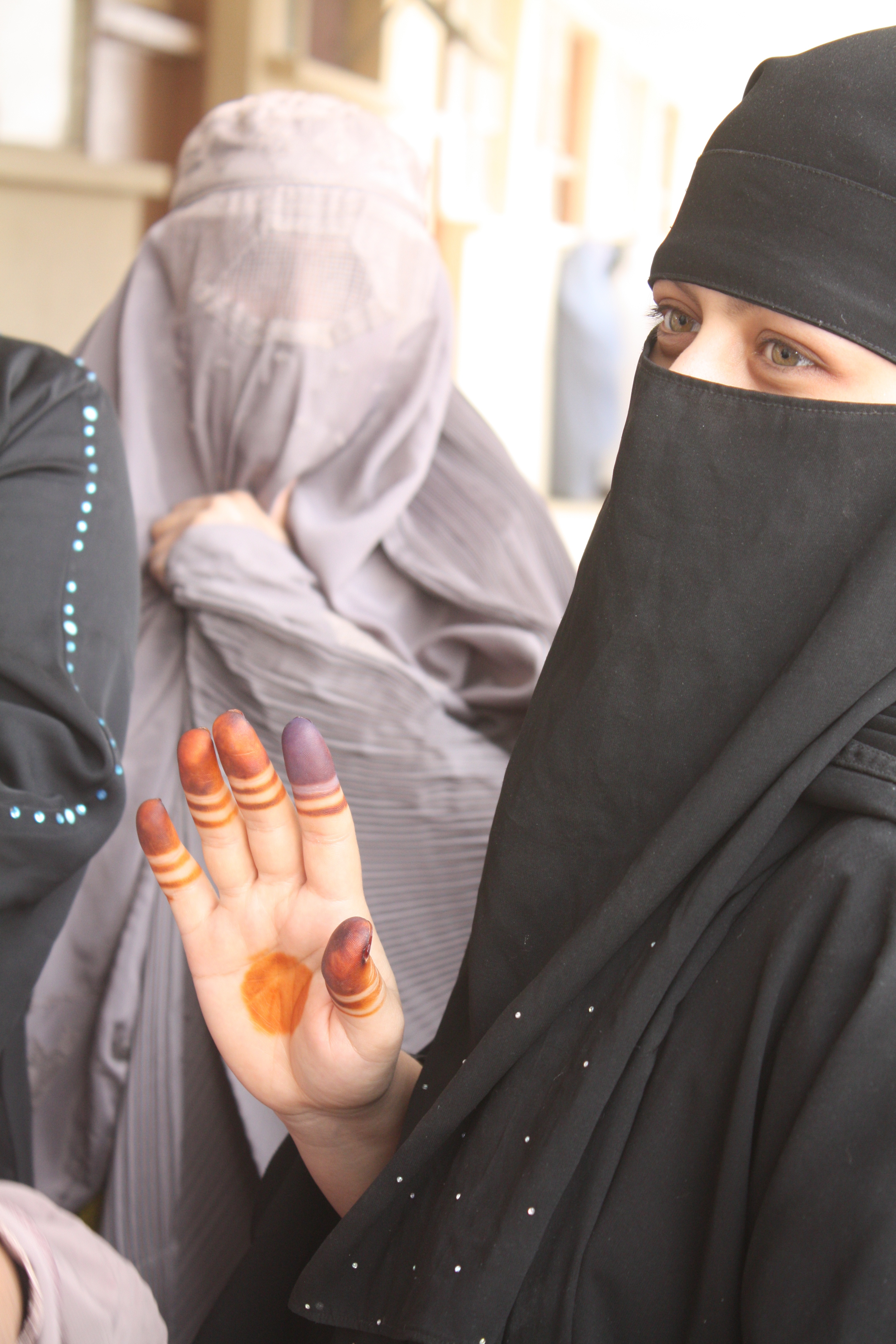
Mujeres afganas con velo, y manos decoradas con henna.

El Corán considera que el amor entre los hombres y las mujeres es un signo de Dios. (Cita Corán: 30:21) Los esposos deben ser buenos con sus esposas y las esposas deben ser buenas con sus esposos. Dicho esto, es de notar que el Corán permite que los hombres golpeen a sus esposas si "sospechan de la infidelidad" de estas, aunque menciona que, por lo menos en algunas traducciones, se las debe castigar de manera "liviana". (Cita Corán: 4:34). Se ha debatido qué significa un castigo "liviano", existiendo diversas posturas en cuanto a lo estricto de las restricciones que impone el término "liviano". También está estipulado que los hombres poseen el derecho de utilizar el cuerpo de sus mujeres como una posesión, utilizándolo como y cuando el hombre lo desee y donde el consentimiento de la mujer no está sujeto a discusión. (Cita Corán: 2:223) El Corán también alienta la discusión y el acuerdo mutuo en las decisiones familiares aunque la decisión del hombre es la definitiva.

### Concepto de belleza y relación con la sociedad
El concepto de belleza en el islam es diferente de las perspectivas e historia occidentales. La relación del individuo con la sociedad es importante en el islam y la vida islámica. La belleza externa está reservada para el cónyuge en el islam, y los adultos no relacionados son desanimados de mirar con lujuria al género opuesto. Las relaciones con el sexo opuesto que no están relacionadas deben mantenerse en un tono de decoro. La esfera pública de la vida debe esterilizarse hasta cierto punto para evitar el pecado, pero no tan estéril como para que las personas no puedan encontrar a nadie con quien casarse. El islam fomenta la limpieza y la vestimenta hermosa, pero no con la intención de atraer a extraños sexualmente.
Las mujeres hermosas en el islam no son reconocidas necesariamente por su belleza externa, sino por sus logros. Algunas mujeres son veneradas por ser grandes académicas, empresarias, su inteligencia, construir mezquitas y universidades, filantropía, dedicación a Dios y trabajar por el bien público. Por ejemplo, la universidad musulmana más antigua del mundo, la Universidad de Qarawiyyin, fue fundada por una mujer, Fatima al-Fihri, y todavía se mantiene en Fez, Marruecos.
La atracción hacia el cónyuge es importante para mantener el matrimonio, pero la belleza espiritual interna también es importante. Las mujeres y los hombres no deben sentirse avergonzados de sus cuerpos o inadecuados, sino que deben respetar sus cuerpos como creaciones de Dios y lo que se les da es decretado por Él. El islam pone énfasis en la belleza interna, al ver la belleza de Dios en su creación y sus acciones, y al amar a la esposa por el bien de Dios al vivir juntos una vida piadosa.

### Sexualidad
Hay quienes sostienen que el islam asocia el placer sexual con el matrimonio; por ejemplo esa es la tesis de  Asra Nomani en su polémica obra "Islamic Bill of Rights for Women in the Bedroom" (Derechos islámicos para las mujeres en el dormitorio). A continuación se presentan algunos ejemplos de esta postura.

Y también las mujeres casadas (están prohibidas), a menos que sean esclavas vuestras. ¡Mandato de Alá! Os están permitidas todas las otras mujeres, con tal que las busquéis de vuestro pecunio, con intención de casaros, no por fornicar. Retribuid, como cosa debida, a aquéllas de quienes habéis gozado como esposas. No hay inconveniente en que decidáis algo de común acuerdo después de cumplir con lo debido. Alá es omnisciente, sabio..  (Corán 4:24)
¡Bienaventurados los creyentes, que hacen sus rezos con humildad, que evitan las palabras vanas, que dan el azaque, que se abstienen de comercio carnal salvo con sus esposas o con sus esclavas en cuyo caso no incurren en reproche. (Corán 23:1–6)
¡Profeta! Hemos declarado lícitas para ti a tus esposas, a las que has dado dote, a las esclavas que Alá te ha dado como botín de guerra .... (Corán 33:50-O)
Se exceptúa a quienes oran, perseveran en su azalá, quienes dan de sus bienes al mendigo y el indigente, quienes tienen por auténtico el día del Juicio, quienes temen el castigo de su Señor -nadie debe sentirse seguro contra el castigo de su Señor- quienes se abstienen de comercio carnal, salvo con sus esposas o con sus esclavas -en cuyo caso no incurren en reproche.(Corán 70:22-30)

Se valora en gran medida la castidad femenina (que no debe ser confundida con el celibato). Para proteger a las mujeres de acusaciones de comportamiento no casto, la escritura establece castigos severos para aquellos que realicen acusaciones falsas sobre la castidad de una mujer. Sin embargo, en algunas sociedades, rara vez se cuestiona una acusación y la mujer acusada pocas veces tiene la oportunidad de defenderse de una manera apropiada y justa.

#### Mutilación genital femenina
En forma errónea la mutilación genital femenina es a veces asociada al islam. En efecto, es principalmente practicada en partes de África, el Oriente Medio y Asia donde en ciertas zonas ha adquirido una dimensión religiosa a causa de la justificación que la práctica ayuda a la castidad femenina. Un estudio realizado por UNICEF en catorce países africanos no encontró una correlación entre religión y la práctica extendida de la mutilación genital femenina. En Mauritania, donde los "promotores de salud estiman que más del 70 por ciento de las niñas mauritanas sufren la ablación parcial o total de sus genitales externos sin mediar razones de carácter médico", en enero del 2010,  34 estudiosos del Islam han firmado una fatwa prohibiendo esta práctica. El objetivo es evitar que las personas citen a la religión como una justificación para la mutilación genital. Los autores citan el trabajo de Ibn al-Hajj, un experto legal islámico, quien afirma que "estas prácticas eran desconocidas en los países del Magreb". La mutilación genital femenina "no es un hábito instintivo, según los Malkis; por lo tanto, fue abandonada en las regiones norte y occidental del país," agregaron los autores.

#### Zina
En el islam, las relaciones sexuales entre una mujer y todo hombre con el que no este casada es zina, un crimen religioso. El concepto incluye al sexo extramarital, al sexo prematrimonial y a la violación. El comportamiento está catalogado como un hadd crimen, o sea es un crimen contra Dios ( robo ; zina; Qadhf; y Hiraba); sin embargo, en el caso de la violación, el hombre adulto que realizó (o sea el violador) la violación es el que llevó a cabo el ḥadd zinā, pero la mujer que no consintió o que consintió de manera inválida (o sea la víctima de la violación) será considerada inocente de zinā y liberada del castigo por el ḥadd.
Según el verso número 24 del Corán, titulado Surat An-Nur, el adulterio puede ser castigado con hasta cien latigazos (24:2), aunque ello no es de naturaleza mandatoria y la decisión final siempre es resorte del juez asignado por el estado o la comunidad para tratar el caso.  Sin embargo, este castigo puede ser condonado si las partes se arrepienten y se comprometen a enmendar sus comportamientos (24:5). En el Corán no existen referencias a lapidación. En la práctica, los castigos por fornicación y adulterio, a pesar de que ambos están considerados como pecados graves, ha sido considerado algo que la ley islámica ha considerado fuera del alcance de lo que la sociedad puede castigar.
La ley sharia distingue entre adulterio y violación y aplica reglas diferentes. Según el Corán (24:4), para probar que ha tenido lugar un adulterio se requiere de cuatro testigos oculares del acto, el cual debe haber sido cometido por una mujer y un hombre que no se encuentran casados de manera válida entre sí, y el acto debe haber sido realizado por adultos con consentimiento. También es una prueba válida la confesión. Pero dicha confesión debe ser voluntaria, y basada en asesoramiento legal; la misma debe ser repetida en cuatro ocasiones separadas, y ser realizada por una persona sana. De lo contrario, al acusador se lo sentenciará por difamación (que lleva una pena de latigazos o una sentencia de prisión), y su testimonio será excluido de todos los casos futuros que trate la corte.
No se considera adulterio a las relaciones sexuales que un hombre musulmán pueda tener con mujeres esclavas no musulmanas. El principio de crimen religioso solo se aplica al sexo ilegal entre hombres musulmanes y mujeres musulmanas libres.
Según los juristas Sunni Ḥanafī y Mālikī el crimen de violación, es un acto de zinā. Si el consentimiento fue otorgado bajo coerción o mediante una capacidad legal imperfecta tal como el caso de una persona deficiente mental, se lo considera no-consentido o con consentimiento inválido. Mientras que una sunnah sugiere que una mujer no debe ser castigada por haber sido coercionada a tener sexo, es la tarea de la víctima demostrar la coerción con testigos oculares. Si un hombre confiesa zina, no se requiere un testigo ocular. Sin embargo, dicha confesión, puede ser retirada y reinstaurada la necesidad de contar con cuatro testigos oculares masculinos musulmanes. La falla en proveer la evidencia es tratada como un crimen o una acusación falsa, punible con latigazos. En la actualidad, es común que a una mujer musulmana que hace una acusación de violación no solo que se le niegue justicia, sino que sea procesada por fornicación o adulterio.

#### Control de la natalidad
El islam, al igual que la cultura árabe preislámica anterior, se opone al aborto, y promueve el nacimiento de tantos hijos como una pareja musulmana sea capaz de concebir. Sin embargo, bajo determinadas circunstancias, la doctrina islámica permite limitar (tahdid an-nasl) o por lo menos controlar ('azl) la reproducción, sin ser penalizados por dicho acto. Se recomienda limitar el número de hijos cuando una familia carece de los recursos necesarios para poder mantenerlos. La opinión generalizada entre los musulmanes a veces puede ser condescendiente con aquellas mujeres que, están débiles, buscan terminar con un embarazo no deseado, en especial si su salud se encuentra amenazada o si ella ya ha dado a luz en numerosas oportunidades. A estas razones Al-Ghazzali (1058–1111), le agregó la cláusula, "si la mujer tiene miedo por su belleza" ("ida khafat al-mar'a 'ala jamâliha"). Sin embargo, estas actitudes permisivas son contrarias a las enseñanzas de los teólogos islámicos modernos. El aborto (isqât al-ham o ijhadh) no se encuentra penado, siempre que el embrión tenga menos de 120 días desde su gestación, que es el tiempo en el cual según las enseñanzas musulmanas el embarazo ha progresado demasiado como para que se pueda permitir un aborto.

### Endogamia

Los matrimonios endógamos consanguíneos son frecuentes en el islam. Más de 250 millones de mujeres de fe islámica se encuentran en matrimonios consanguíneos endógamos, por lo general con primos primeros o en matrimonios tío-sobrina. Más del 65% de todos los casamientos en Arabia Saudita y Pakistán son matrimonios arreglados endógamos y consanguíneos; y este tipo de matrimonios presenta en más del 40% de todos los casamientos en Mauritania, Libia, Sudan, Iraq, Irán, Jordan, Siria, Yemen, Kuwait, EAU y Oman.

La endogamia es frecuente en los países islámicos. La endogamia consiste en gran medida en matrimonios consanguíneos, en los cuales la novia y el novio comparten un abuelo(a) biológico u otro ancestro reciente. Los matrimonios más frecuentes son casamientos entre primos hermanos, seguidos por matrimonios entre tío/a-sobrina/o y entre primos segundos. Los matrimonios endógamos consanguíneos son más frecuentes para las mujeres que pertenecen a comunidades musulmanas en el Medio Oriente, Norte de África y Asia Central islámica. Aproximadamente 1 de cada 3 matrimonios en Arabia Saudita, Irán y Pakistán son matrimonios entre primos; mientras que el total de los matrimonios consanguíneos endógamos es superior al 65-80% en diversas poblaciones islámicas del Medio Oriente, Norte de África y Asia Central islámica.

## Desplazamientos y viajes

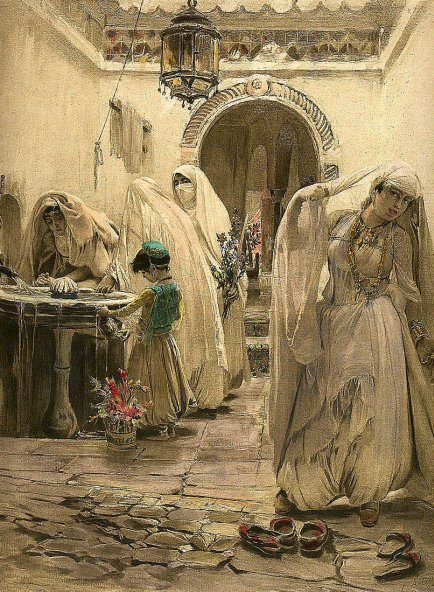
Una fuente de agua exclusiva para mujeres.

Aunque el Corán no contiene ninguna mención sobre limitaciones o prohibiciones en cuanto a que una mujer pueda viajar sola, existe un debate en algunas sectas islámicas, especialmente salafitas, sobre si a las mujeres les está permitido viajar sin un mahram (pariente no casadero). Algunos estudiosos afirman que una mujer no puede viajar sola en todo viaje que la aleje más de tres días de su hogar (equivalente a 48 millas en el islam medieval). Según el European Council for Fatwa and Research, esta prohibición fue el resultado de la preocupación por la seguridad de las mujeres cuando los viajes eran más peligrosos. Algunos estudiosos relajan esta prohibición para viajes que es probable que sean seguros, tales como viajes acompañadas por un grupo de hombres o de mujeres y hombres dignos de confianza, o viajes en un tren o avión moderno cuando la mujer será recibida a su llegada.
El jeque Ayed Al-Qarni, un estudioso islámico saudí, dijo que ni el Corán ni las sunas prohíben a las mujeres conducir y que es mejor que una mujer conduzca por sí misma que ser conducida por un extraño sin una escolta legal. (Sin embargo también afirmó que él "en lo personal no dejará que ni su esposa o hijas, o hermanas conduzcan un vehículo.") Desde 1990 las mujeres tuvieron explícitamente prohibido conducir en Arabia Saudita, la prohibición se emitió mediante una fatwa (pronunciamiento religioso); Arabia Saudita era el único país musulmán donde las mujeres tenían prohibido conducir, generando controversia y protestas crecientes hasta que finalmente se consiguió que fuera legal que una mujer conduzca en Arabia Saudita desde junio de 2018. Cuando los talibanes gobernaron Afganistán, promulgaron en 2001 un decreto prohibiendo a las mujeres conducir. John Esposito, profesor de Temas Internacionales y Estudios Islámicos en la Georgetown University, ha sostenido que dichas restricciones son producto de costumbres culturales y no del Islam.

## Códigos de vestimenta

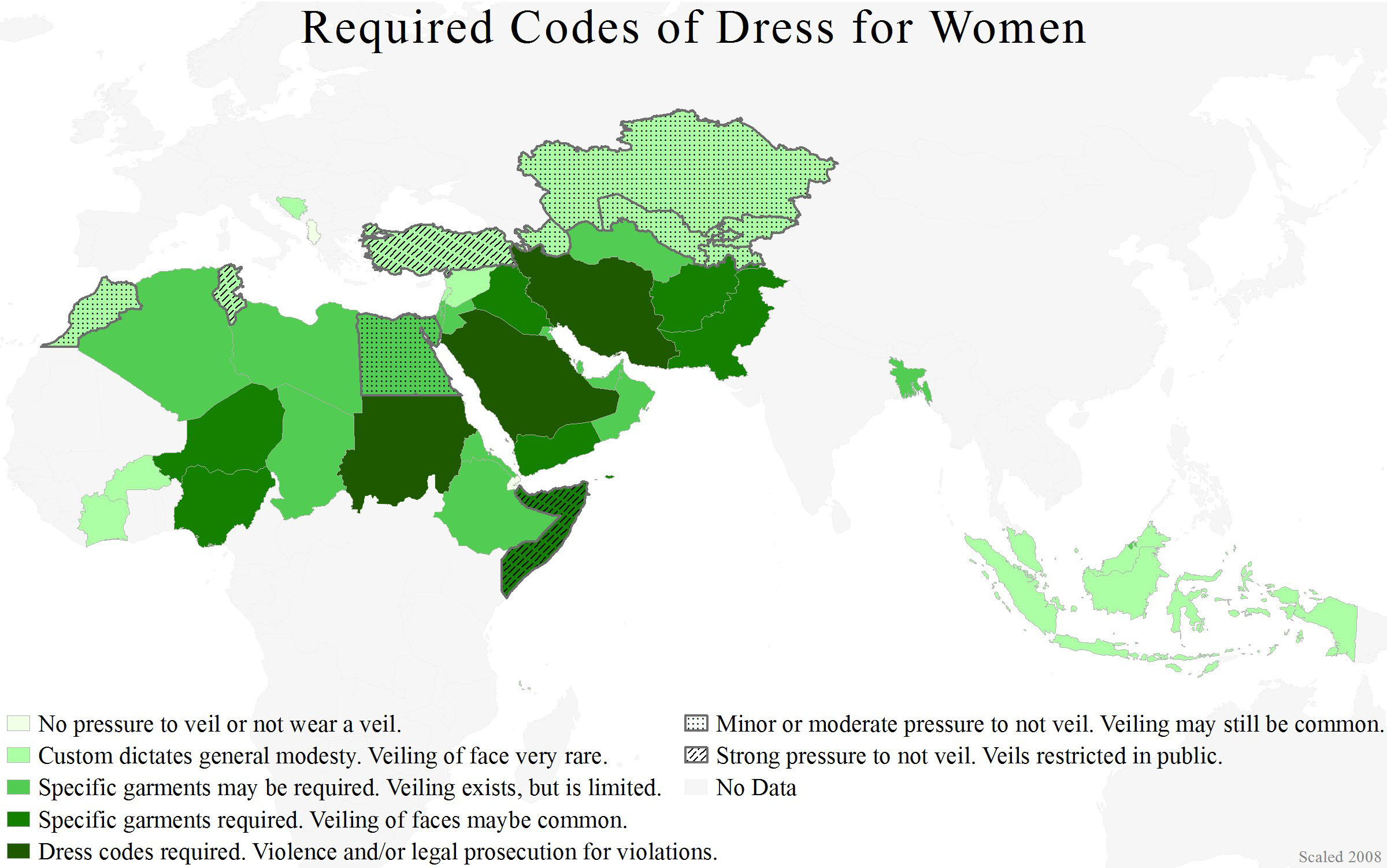
Mapa mostrando los códigos de vestimenta que prevalecen en distintos países islámicos, 2008.

Se denomina hiyab al requerimiento del Coran en cuanto a que los musulmanes, tanto hombre como mujer, se vistan y comporten con modestia. El verso del Corán más importante relacionado con el hiyab es la sura 24:31, que indica, "Y di a las creyentes que bajen la vista con recato, que sean castas y no muestren más adorno que los que están a la vista, que cubran su escote con el velo y no exhiban sus adornos sino a sus esposos, a sus padres, a sus suegros, a sus propios hijos, a sus hijastros, a sus hermanos, a sus sobrinos carnales, a sus mujeres, a sus esclavas, a sus criados varones fríos, a los niños que no saben aún de las partes femeninas. Que no batan ellas con sus pies de modo que se descubran sus adornos ocultos....."
Existen variaciones regionales y en las diversas sectas de las coberturas asociadas con el hiyab. Dependiendo de los usos locales en cuanto a modestia femenina, ellas pueden o no cubrir su cara o sus ojos, o todo el cuerpo. Estas variaciones incluyen:
- Hijab – Un pañuelo/mantilla que cubre el pelo.
- Chador – Una vestimenta que cubre la cabeza y el cuerpo, pero deja la cara descubierta; la utilizan muchas mujeres en Irán cuando salen de su casa.
- Shayla – Una larga pañoleta rectangular, abrochada o enganchada en el hombro, con la cual se envuelven la cabeza pero dejan la cara descubierta; la utilizan mucha mujeres en los países de la región del golfo Pérsico.
- Khimar – Una larga pañoleta rectangular, que cubre la cabeza, cuello y hombros, pero deja la cara descubierta.
- Burka – Cubre toda la cabeza y el cuerpo, incluido los ojos; para mirar en la zona de la cara posee una malla de tela cosida a la burka.
- Al-Amira – Un velo de dos partes que incluye una gorra ajustada y una bufanda en forma de tubo que cubre la cabeza y el cuello, pero deja la cara descubierta.
- Niqab – Un velo que deja los ojos sin cubrir (aunque también a veces es usado con un velo), y utilizado con un pañuelo que cubre la cabeza.[79]

Numerosas personas consideran al hiyab, y en particular al velo, como un signo de opresión de las mujeres musulmanas. El uso de vestimentas hiyab se ha convertido en un tema de controversia en países en los cuales la población musulmana es una minoría, y en los cuales la opinión mayoritaria laica sobre el hiyab es que viola la libertad de las mujeres, especialmente en Europa que experimenta una inmigración importante de musulmanes desde finales del siglo XX. Dos ejemplos de ello son el debate que tuvo lugar en el 2006 sobre los velos en el Reino Unido, y la Ley francesa sobre la laicidad y símbolos religiosos conspicuos en las escuelas DE 2004. En Francia, se aplica la ley que prohíbe utilizar un velo que oculta la cara en público. El castigo incluye una multa de 150 euros y un curso sobre ciudadanía. Dos mujeres fueron detenidas en abril del 2011 cuando se promulgó la ley.
En algunos países en los cuales los musulmanes son una minoría, existe menos oposición ciudadana a esta práctica, aunque el tema es objeto de debate. Por ejemplo la prensa canadiense, se ha ocupado de cierta controversia en cuanto a si el velo constituye un posible riesgo en cuanto a la seguridad, como en los casos de las mujeres musulmanas que se han negado a quitarse su niqab o velo burka para ser identificadas como votantes. En el 2007, el gobierno federal de Canadá presentó un proyecto de ley para exigir concurrir a votar con el rostro descubierto con la finalidad de permitir identificar a los votantes, pero finalmente el proyecto fue retirado ya que  :

"se hizo notar que miles de canadienses no poseen un Documento de Identificación que tenga una fotografía. Exigirles a ellos que muestren su rostro carece de sentido sin una identificación con foto contra la cual verificar sus identidades. El Elections Act les otorga a los votantes tres formas para demostrar su identificación para poder emitir un voto: presentar un documento de identidad gubernamental con foto; presentar dos formas de identificación aprobadas, de las cuales por lo menos una debe indicar la dirección (pero ninguna de las cuales se exige posea una foto); o que otro votante registrado en el mismo distrito los avale."

## Aspectos legales y criminales

### Ley Sharia
Las doctrinas, hadith y fiqh contenidas en el Corán se encuentran codificadas mediante el cuerpo de derecho islámico de la  sharia que intenta establecer reglas de conducta colectiva, llegando a determinar temas ligados al comportamiento y actitudes de los individuos que forman la sociedad. En algunos países musulmanes, la sharia se ha convertido en la única referencia que utilizan los jueces para basar sus sentencias. Así, en Arabia Saudita todavía se realizan prácticas como cortar la mano del ladrón o la lengua del mentiroso, tal como indica la jurisprudencia de la sharia. De manera análoga, la pena de muerte está indicada para ofensas tales como el asesinato, violación, apostasía, tráfico de drogas, y homosexualidad. En algunos países teocráticos es imposible para los expertos en leyes cuestionar los artículos de la sharia. En países islámicos ortodoxos, como Arabia Saudita, Sudán, Irán, Afganistán bajo el régimen Talibán y Pakistán, las debilidades morales de los individuos son castigadas en forma tan severa como si se violentase una tumba o una mezquita.
El estatus del testimonio de una mujer en el islam es tema de debate. Algunos juristas islámicos han sostenido que existen ciertos tipo de testimonios de mujeres que no pueden ser aceptados. En otros casos, los testimonios de dos mujeres puede ser equivalentes al testimonio de un hombre (aunque el Corán indica que dos mujeres y dos hombres son necesarios, pero si solo hay un hombre el podrá llevar el testimonio del otro hombre). Entre las razones que se citaban en la época que se escribió dicho párrafo son: el temperamento de las mujeres, la falta de interés de las mujeres en temas legales, y también la necesidad de aliviar a las mujeres de la "carga de testificar". En otras áreas, se puede aceptar que el testimonio de una mujer tenga la misma relevancia que el testimonio de un hombre. Sin embargo dicho verso se refiere únicamente a temas relacionados con las finanzas.
Ciertas costumbres tribales controvertidas tales como el diyya (también denominado "dinero sangriento"), y el qisas siguen siendo una parte integral de la jurisprudencia islámica. Por la forma en que se encuentra implementada existen discriminaciones para con las mujeres. El diyya ha existido en Arabia desde época preislámica. Si bien Mahoma confirmó la práctica del diyya, El islam no indica ningún monto específico para el diyya ni hace una discriminación entre hombres y mujeres. El Corán deja abierto a debate, su cantidad, naturaleza y otros aspectos relacionados, que son definidos por las costumbres sociales y la tradición. Sin embargo en la práctica, el asesinato de una mujer en general va acompañado de un diyyat de menor monto que el que correspondería en el caso del asesinato de un hombre. Los comentarios sobre el estatus de la mujer en el islam a menudo se han concentrado en las disparidades en cuanto al diyya, las compensaciones monetarias pagadas por los homicidas a los familiares de la víctima luego de homicidios intencionales o nointencionales, entre hombres y mujeres.

### Temas del hogar

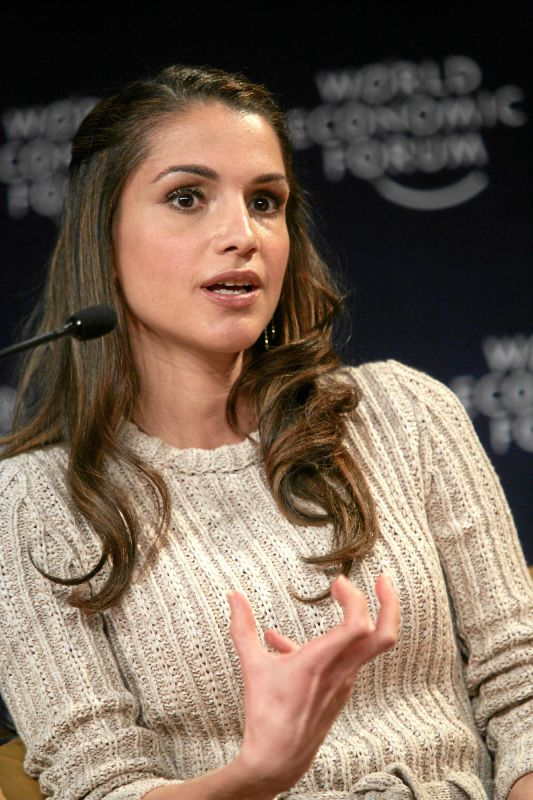
La reina Rania Al-Abdullah de Jordania es una de las principales promotoras por la educación del mundo islámico. Su Fundación – creada en el 2013 – lleva adelante varios programas educativos, incluida la plataforma educativa onlineEdraak.org.

Históricamente, muchos estudios han sostenido que las mujeres en las sociedades musulmanas han tenido más derechos de propiedad que los que poseían las mujeres en numerosas partes del mundo. Sin embargo, al modernizarse el mundo, los derechos de las mujeres en muchos países bajo la órbita del Islam han quedado más restringidos si se los compara con los derechos que poseen las mujeres en otras partes del mundo moderno. Tal como sostiene Valentine Moghadam, "mucha de la modernización económica  [de las mujeres] se ha basado en el ingreso derivado del petróleo, más algo proveniente de inversiones extranjeras e ingreso de capitales. El desarrollo económico modifica el estatus de las mujeres en diferentes formas dependiendo de los países y las clases sociales."
Los derechos de las mujeres en el Corán se construyen alrededor del contrato matrimonial. De acuerdo con la tradición islámica, una mujer no debe darle a su esposo de sus posesiones prematrimoniales y recibe un mahr (pago por parte del novio) el cual le está permitido conservar. No solo eso, todo ingreso que la mujer recibe mediante su trabajo o actividad en el ámbito de los negocios es de su exclusiva propiedad y no precisa contribuir a solventar los gastos familiares. Esto se debe a que la responsabilidad financiera de proveer el alojamiento, alimentos y otras expensas del hogar de la familia, incluida la esposa, descansa en su totalidad en el esposo. En la ley tradicional islámica, una mujer no es responsable de sostener el hogar y puede exigir un pago por toda tarea que realice en el ámbito doméstico.
En el islam, las mujeres tienen derecho a heredar, Corán 4:7. En general, el islam le otorga a las mujeres una cantidad que es la mitad de la que le corresponde a los hombres que tengan el mismo grado de relación familiar con el occiso. Corán 4:11. Esta diferencia proviene de la obligación/derecho de los hombres de ser el sostén financiero de sus familias.
El Corán contiene recomendaciones específicas y detalladas sobre la división de riqueza heredada, tal como la Surah Baqarah, capítulo 2 verso 180, capítulo 2 verso 240; Surah Nisa, capítulo 4 versos 7–9, capítulo 4 verso 19, capítulo 4 verso 33; y la Surah Maidah, capítulo 5 versos 106–108. El Corán tiene tres versos que describen la división entre parientes cercanos, en la Surah Nisah capítulo 4 versos 11, 12 y 176.
Sin embargo, numerosos países con mayoría islámica han permitido que prevalezcan leyes y/o costumbres sobre la herencia que son inherentemente injustas para con las mujeres.